# Ruševec
Ruševec (znanstveno ime Lyrurus tetrix) je velika kura iz družine poljskih kur (	Phasianidae), ki živi v Evropi in Osrednji Aziji do Mongolije, naselili pa so jih tudi v Severni Ameriki. Njegov življenjski prostor so sredogorski gozdovi, ruševje in tajga.

## Opis
Odrasel samec je velik od 49 do 58 cm, samica pa kot pri ostalih kurah manjša, med 40 in 45 cm. Ruševci so prepoznavni po tem, da imajo razmeroma majhno glavo z majhnim kljunom. Samec je po telesu večinoma črn z vijoličastim nadihom. Ima belo progo na zgornji strani peruti in bela peresa na spodnjem delu repa, ki jih razkazuje med dvorjenjem. Tudi spodnja stran kril je svetla, nad očmi pa so živordeče obrvi (»rože«), ki so v resnici rdeče obarvane kožne gube. Najmarkantnejša lastnost pa so gotovo dolga, ukrivljena repna peresa v obliki lire. Njegovo petje spominja na golobje. Samica je po telesu sivorjava s črnimi progami. Rep je kvadrataste oblike, lahko je rahlo rdečkasto obarvan.
V letu spominja na divjega petelina, le da je nekoliko kompaktnejši. Ti dve vrsti je v letu najenostavneje ločiti po beli progi na zgornji strani krila ruševca, ki je divji petelin nima. Razlika med samci je še bolj očitna zaradi lirastega repa samca ruševca.
Ruševec je znan po zapletenem ritualu dvorjenja. Parjenje poteka zgodaj spomladi, samci si za dvorjenje izberejo primerno čistino, po kateri stopicajo s povešenimi perutmi in našopirjenim vratom, razkazujejo bela podrepna peresa ter grulijo in pihajo (pravimo da vozijo kočijo). V toplem delu leta se prehranjuje s sadeži, npr. brusnicami, brinovimi jagodami in manjšimi nevretenčarji v tleh. Zimo preživi skoraj izključno na rastlinski hrani, jé predvsem poganjke. Pozimi je značilno zanj tudi, da prenočuje v luknjah, ki si jih izkoplje v snegu.

## Razširjenost
Ruševec ima obsežno območje razširjenosti, veliko okoli 10 milijonov km². Najdemo ga po vsej Evropi, vključno z Združenim kraljestvom (razen Irske), ter večjem delu osrednje Azije do Mongolije. Za lov so ga vnesli v Severno Ameriko, kjer se je obdržal v primernih habitatih.
V Sloveniji poseljuje alpski pas na severnem delu države, od Julijskih Alp do zahodnega dela Pohorja. Živi v bližini gozdne meje med 1600 in 1800 m nadmorske višine, nad katero je pas ruševja s primesmi drugih rastlinskih vrst, s katerimi se prehranjuje.

## Ogroženost in varstvo
V velikem delu Evrope velja ruševec za tradicionalno lovno divjad, poleg tega pa ga ogroža tudi izguba habitata, zato je lokalno ponekod že skoraj iztrebljen. Tako ga ni več na Hrvaškem, Madžarskem in v Turčiji, zelo ogrožen pa je tudi v Veliki Britaniji.
Celotna populacija šteje med 5,1 in 6,4 milijona osebkov; zaradi relativno stabilne populacije je po oceni organizacije BirdLife International ruševec globalno manj ogrožena vrsta, ki ne potrebuje posebne zaščite. Po Rdečem seznamu ogroženih ptičev v Sloveniji je ruševec uvrščen med ranljive vrste, po Uredbi o zavarovanih prosto živečih vrstah pa je na seznamu vrst, katerih habitate se varuje. Po Zakonu o lovstvu ni uvrščen med lovno divjad, zato ga ni dovoljeno loviti.